# 矢島武
矢島 武（やじま たけし、1909年（明治42年）2月23日 - 1992年（平成4年）3月17日）は、日本の農業経済学者。農学博士（北海道大学）。北海道大学名誉教授・元旭川大学学長。北海道出身。北海道昭和期中頃における農業経済学の大家。渡邊侃門下。弟子には志賀永一や七戸長生、久保嘉治らがいる。

## 略歴
- 北海道帝国大学予科卒業
- 1934年（昭和9年）北海道帝国大学農学部農業経済学科卒業。同年、同農学部助手
- 1947年（昭和22年）北海道大学農学部助教授
- 1949年（昭和24年）北海道大より農学博士の学位を取得、学位論文の題は「水田農業に於ける農民保健と農業労働」[3]。
- 1950年（昭和25年）北海道大学農学部教授
- 1953年（昭和28年）北海道大学大学院農学研究科教授
- 1959年（昭和34年）北海道大学評議員
- 1965年（昭和40年）北海道大学農学部学部長
- 1972年（昭和47年）北海道大学停年退官。同名誉教授。旭川大学学長就任
- 1973年（昭和48年）旭川大学女子短期大学部学長代行（~1974年）
- 1975年（昭和50年）同学長退任。旭川大学依願退職。
- 1976年（昭和51年）札幌商科大学商学部教授
- 1984年（昭和59年）札幌商科大学退職。
- 1986年（昭和61年）敦賀女子短期大学経営学科客員教授
- 1990年（平成2年）敦賀女子短期大学退職

この他、農林省開拓営農振興審議会委員、文部省学術審議会専門委員、日本農業経済学会会長などを務めた。

## 受賞歴
- 北海道知事賞（1962年）
- 勲二等瑞宝章（1981年）

## 著書

### 単著
- 『北方農業の性格』（北海道農會、1942年増訂版）
- 『北海道の農業経営』（札幌講談社、1947年）
- 『酪農と農業経営』（川崎書店新社、1954年）
- 『現代の農業経営学』（明文書房、1967年増補改訂版・1961年初版）

### 編訳著
- ジョセフ・ナウ著『農業経営学の系譜』（明文書房、1972年）

### その他
- フェスカ〈飯沼二郎・矢島：解題〉『明治大正農政経済名著集』（農文協、1977年）